# Arcos (Chantada)
Arcos (llamada oficialmente Santa María de Arcos) es una parroquia y una aldea española del municipio de Chantada, en la provincia de Lugo, Galicia.

## Organización territorial
La parroquia está formada por dieciséis entidades de población, constando catorce de ellas en el nomenclátor del Instituto Nacional de Estadística español:

### Entidades de población
Entidades de población que forman parte de la parroquia:
- A Elfe
- Arcos
- Arsilleiros
- Casteda
- Gomesende
- Chantada
- Os Catro Camiños
- Outeiro
- O Vento
- Río
- Souto
- Suatorre
- Torre (A Torre)
- Vilanova
- Vilariño

### Despoblado
Despoblado que forma parte de la parroquia:
- Lamasendín

## Demografía

### Parroquia
| Gráfica de evolución demográfica de Arcos (parroquia) entre 2000 y 2019 |
|                                                                         |
| Datos según el nomenclátor publicado por el INE.                        |

### Aldea
| Gráfica de evolución demográfica de Arcos (aldea) entre 2000 y 2019 |
|                                                                     |
| Datos según el nomenclátor publicado por el INE.                    |